# حسين أباد العليا (دشت روم)
حسین أباد العلیا (بالفارسية: حسین‌آباد علیا) هي قرية تقع في إيران في قسم دشت روم الريفي. يقدر عدد سكانها بـ 782 نسمة .